# 5086 Демін
5086 Демін (5086 Demin) — астероїд головного поясу, відкритий 5 вересня 1978 року.
Тіссеранів параметр щодо Юпітера — 3,673.